# Lomatia myricoides
Lomatia myricoides é uma espécie de planta com flores da família Proteaceae, sendo endêmica do sudeste da Austrália. Trata-se de um arbusto ou pequena árvore com folhas simples e lineares, grupos de flores brancas, creme ou amarelo-esverdeadas e folículos de cor cinza-escura acastanhada.

## Descrição
Lomatia myricoides cresce como um arbusto lenhoso ou pequena árvore, alcançando de 2 a 5 metros de altura, ou, em casos raros, até 8 metros. Suas folhas são geralmente lineares, às vezes lanceoladas ou oblongas, medindo de 50 a 200 mm de comprimento e de 5 a 20 mm de largura, com ápice pontiagudo. São glabras, e as bordas podem ser lisas ou apresentar várias serrilhas. As flores se desenvolvem em grupos nas axilas das folhas, com os grupos de 50 a 100 mm de comprimento, geralmente mais curtos que as folhas. As flores são brancas, creme ou amarelo-esverdeadas. A floração ocorre de dezembro a fevereiro, e os frutos são folículos de 25 a 35 mm de comprimento, contendo sementes aladas.

## Taxonomia
O botânico alemão Carl Friedrich von Gärtner descreveu essa espécie pela primeira vez em 1807 como Embothrium myricoides, em sua obra Supplementum Carpologicae. Na época, o gênero Embothrium era um táxon da lixeira no qual muitas proteáceas eram classificadas. O nome binomial atual foi atribuído por Karel Domin em 1921. O nome da espécie deriva da semelhança de suas folhas com as do gênero Myrica. O sufixo -oides significa "semelhança" em latim. Nomes comuns em inglês incluem river lomatia, mountain beech e long-leaf lomatia.
Híbridos foram registrados com a Lomatia fraseri [en] nas Terras Altas do Sul, a L. ilicifolia [en] na costa sul de Nova Gales do Sul e com a L. silaifolia [en] na Costa Central e nas Terras Altas Centrais de Nova Gales do Sul. Análises de DNA de cloroplasto revelaram extensa hibridização entre as cinco espécies do sudeste continental da Austrália (L. arborescens, L. fraseri, L. ilicifolia, L. myricoides e L. silaifolia), embora cada uma seja distinta o suficiente para justificar seu status de espécie.

## Distribuição e habitat

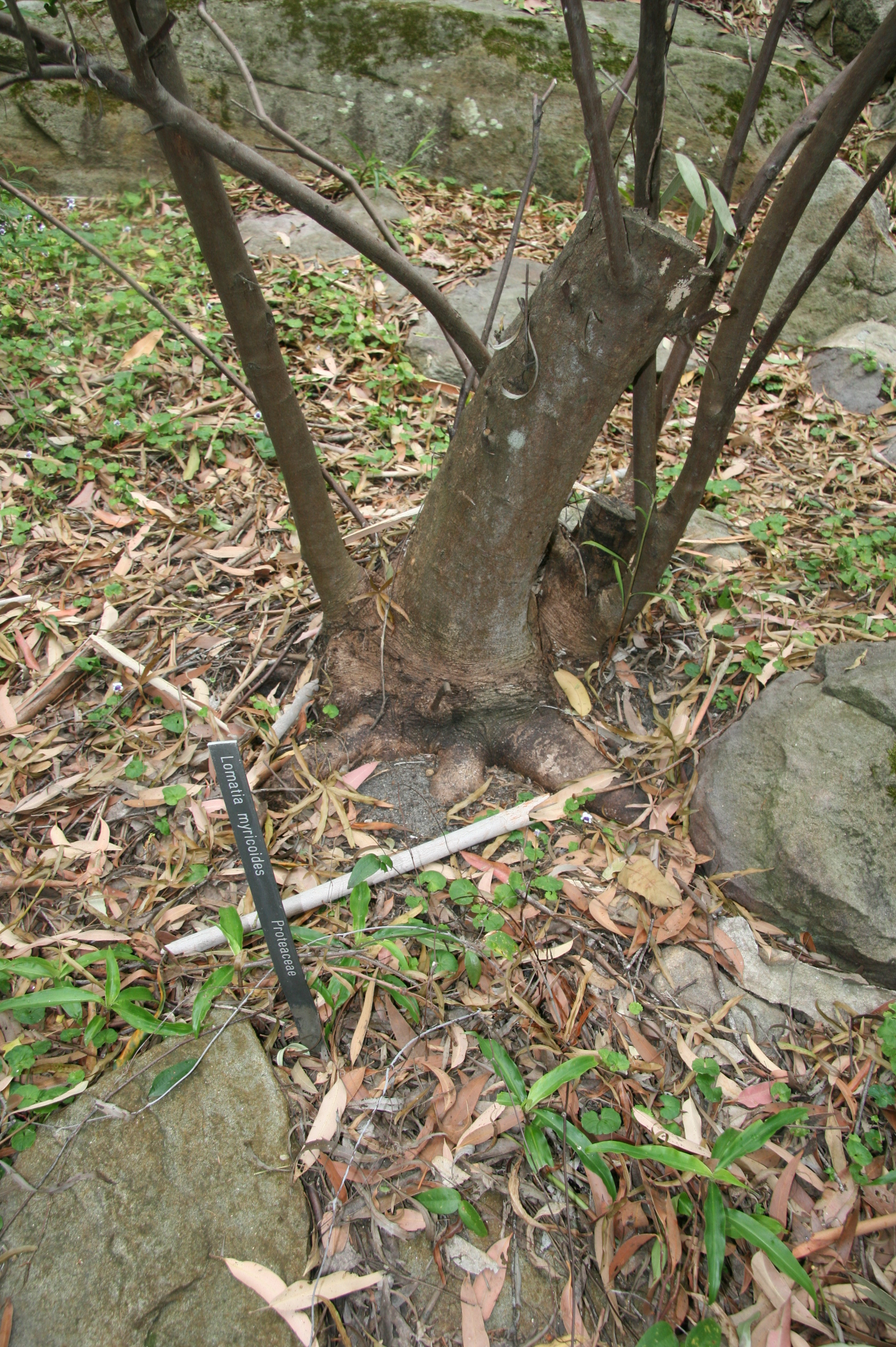
Base lenhosa

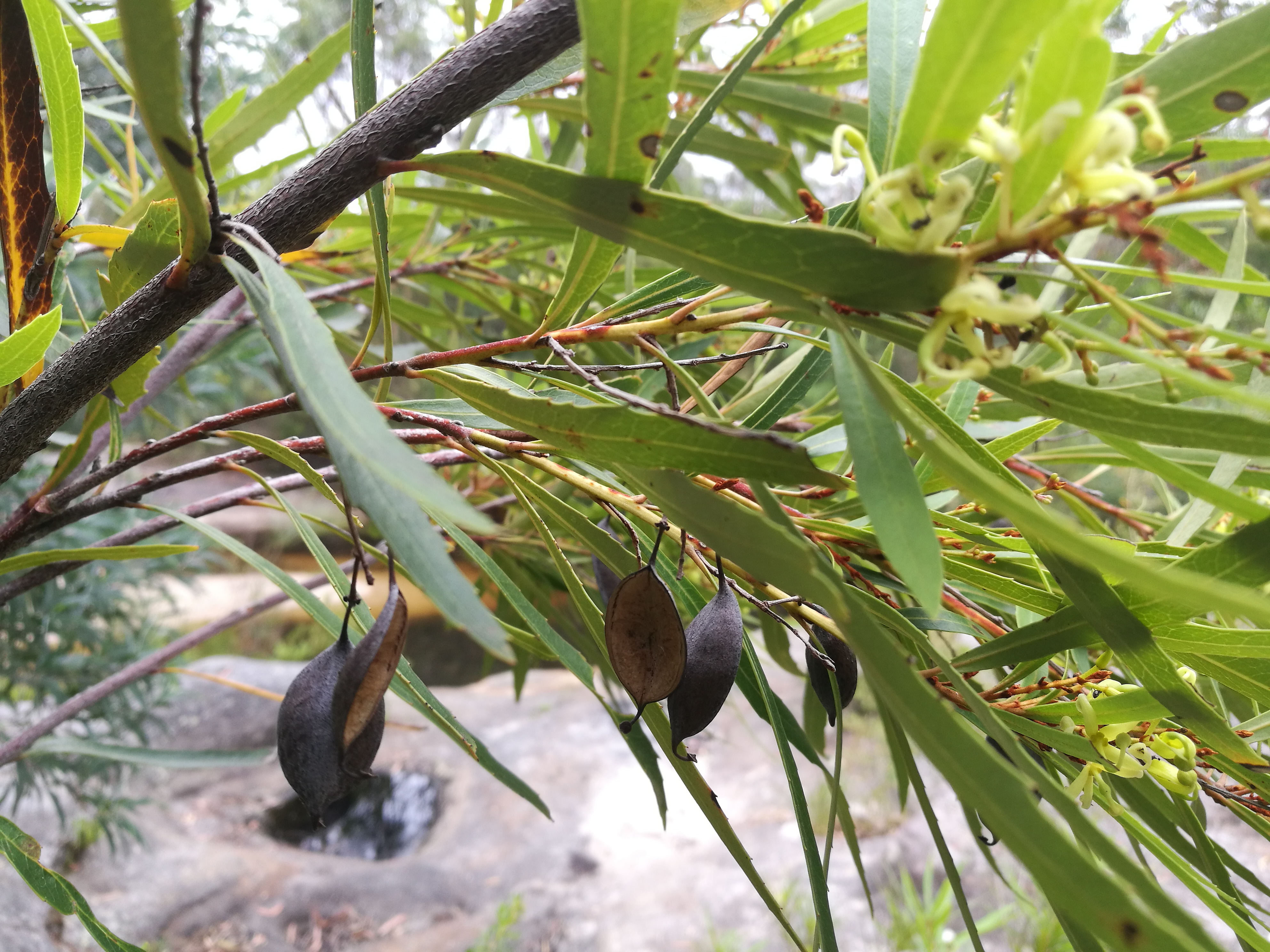
Fruto deiscente

A distribuição abrange desde a Costa Central de Nova Gales do Sul até o leste de Victoria, alcançando as Cordilheiras Dandenong. Lomatia myricoides é encontrada em áreas úmidas e protegidas, como florestas ribeirinhas e florestas montanas, em solos aluviais argilosos ou arenosos, ou derivados de basalto. Espécies associadas ao longo de cursos d'água incluem Tristaniopsis laurina [en], Backhousia myrtifolia [en], Acacia elata, Ceratopetalum apetalum [en], Leptospermum polygalifolium [en] e Gleichenia dicarpa [en]. Nas montanhas, cresce como sub-bosque com árvores como o Eucalyptus mannifera [en] e o E. dives [en], além de arbustos como Brachyloma daphnoides [en] e Monotoca scoparia [en].

## Ecologia
Possui um lignotúber lenhoso, que permite sua regeneração após incêndios florestais. Pequenas formigas e moscas buscam néctar nas flores.

## Uso em horticultura
Raramente vista em cultivo, Lomatia myricoides prospera em meia-sombra em locais com alguma umidade. Parece tolerar Phytophthora cinnamomi.
Joseph Henry Maiden relatou que sua madeira é leve, dura e fácil de trabalhar.